# Helicopsyche pandeirosa
Helicopsyche pandeirosa là một loài Trichoptera trong họ Helicopsychidae. Chúng phân bố ở vùng Tân nhiệt đới.